# باررانکیتاس، پورتوریکو
باررانکیتاس (به انگلیسی: Barranquitas) یک منطقهٔ مسکونی در ایالات متحده آمریکا است که در پورتوریکو واقع شده‌است.
 باررانکیتاس ۸۶٫۰۱ کیلومتر مربع مساحت و ۳۰٬۳۱۸ نفر جمعیت دارد.